# Aphis
Aphis es un género de insectos hemípteros de la familia de los áfidos que cuenta con unas 400 a 500 especies.
Incluye a especies conocidas como plagas agrícolas, como el pulgón de la soja (Aphis glycines). Muchas species, como  A. coreopsidis y Aphis fabae, son mirmecófilas, y forman estrechas relaciones con las hormigas. Algunas especies alternan plantas huéspedes, usando un árbol en la primavera y una planta herbácea cuando avanza la estación.

## Especies
Entre sus especies se encuentran:
- Aphis spiraecola Patch, 1914, antes conocida como Aphis citricola Van Der Goot, 1912
- Aphis craccivora Koch, 1854
- Aphis fabae Scopoli, 1763
- Aphis forbesi Weed
- Aphis gossypii Glover, 1877
- Aphis grossulariae Kaltenbach
- Aphis middletonii Thomas, 1879
- Aphis nasturtii Kaltenbach, 1843
- Aphis nerii Fonscolombe, 1841
- Aphis oenotherae Oestlund, 1887
- Aphis oestlundi Gillette, 1927
- Aphis pomi de Geer
- Aphis schneideri Börner
- Lista de especies

## Galería

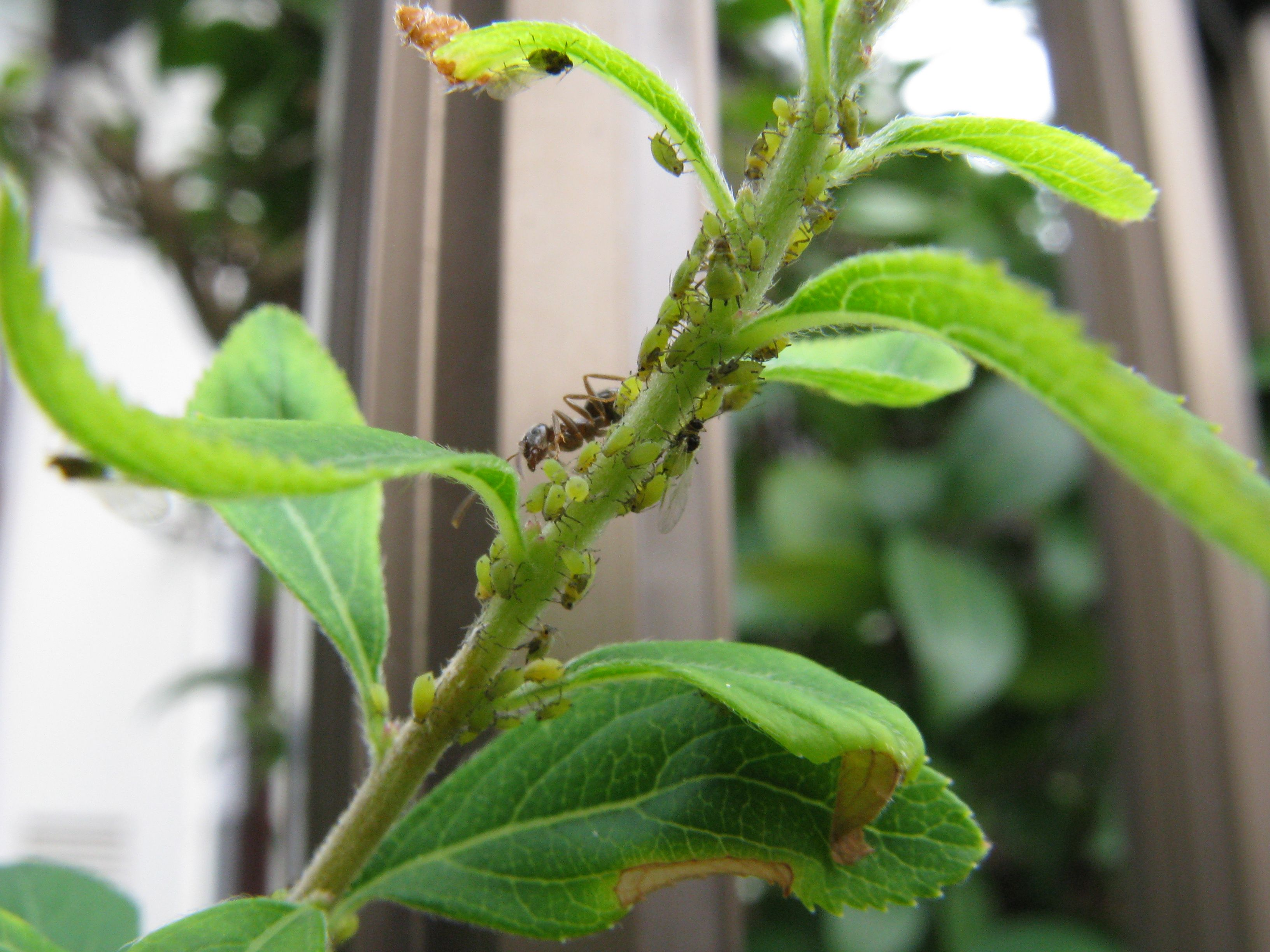
Aphis citricola
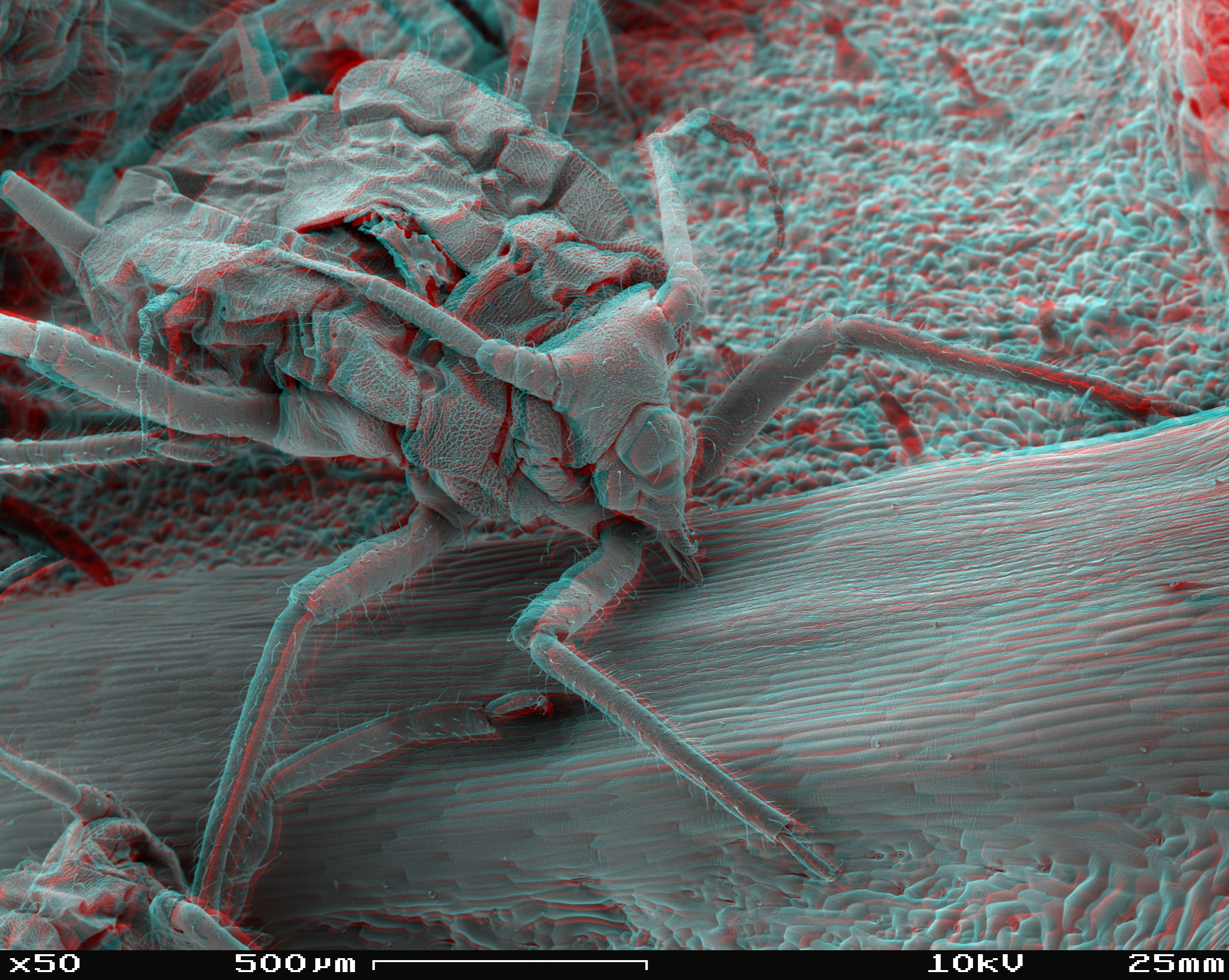
Aphis fabae
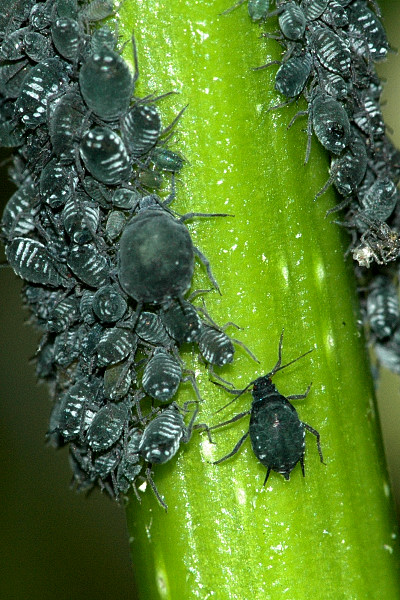
Aphis sambuci
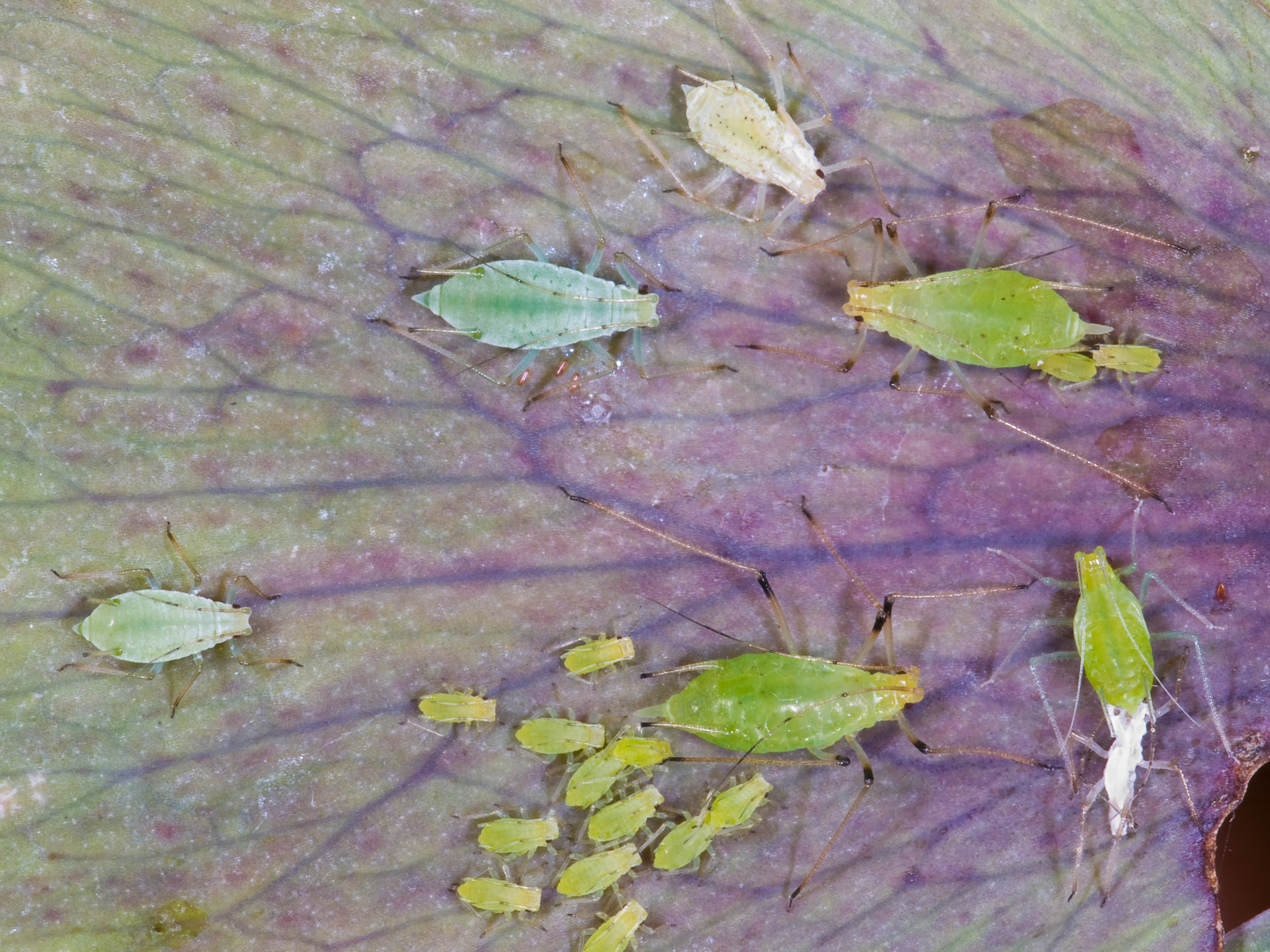
Aphis sp. en Helleborus niger
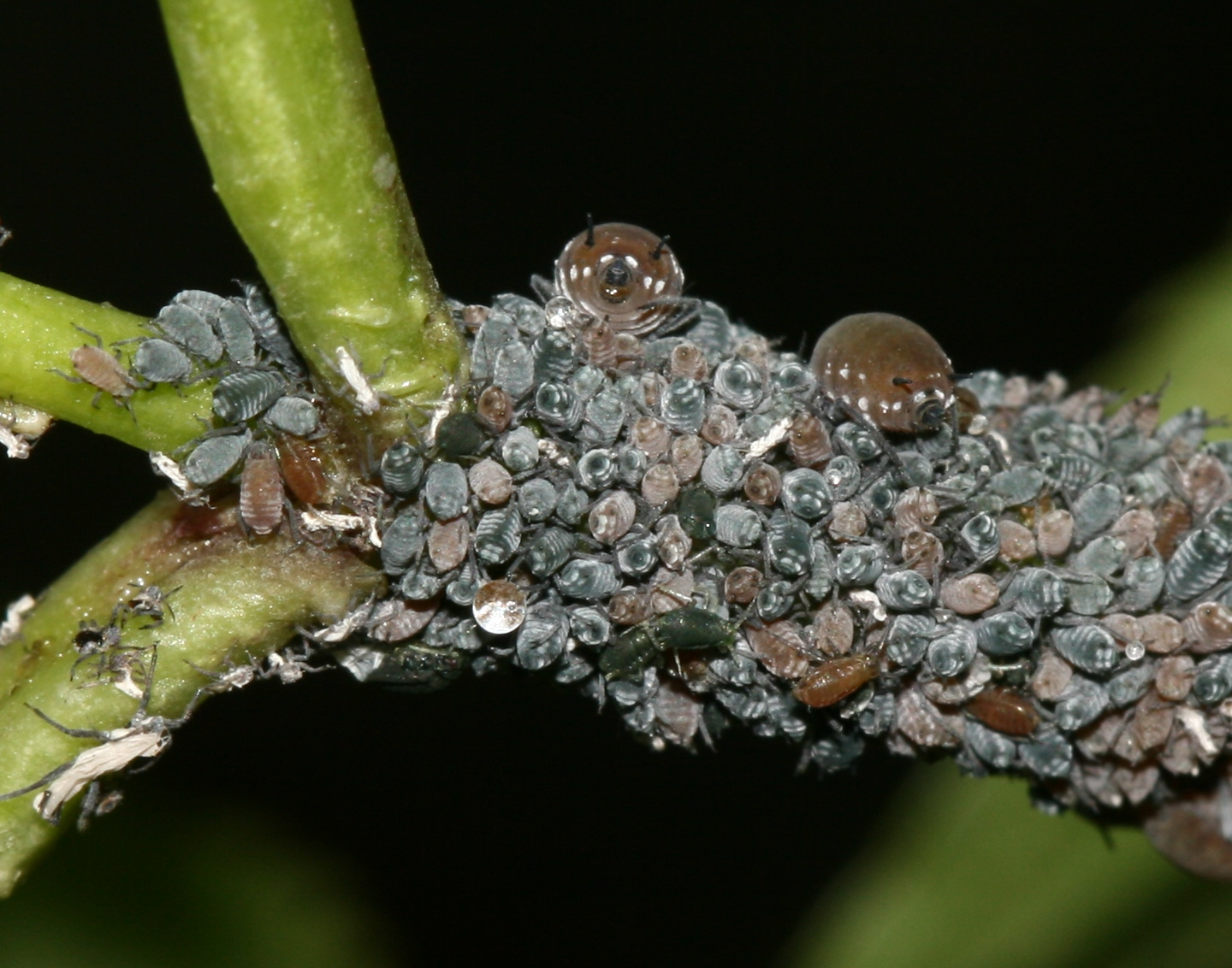
Aphis sambuci